# Luigi Cuomo
Luigi Cuomo (La Canea, 18 febbraio 1901 – Milano, 22 giugno 1993) è stato uno schermidore italiano, specializzato nel fioretto.

## Biografia
Nato nel 1901 a La Canea, sull'isola di Creta, in Grecia, era tesserato per l'Accademia nazionale di scherma di Napoli.
A 23 anni partecipò ai Giochi olimpici di Parigi 1924, nel fioretto a squadre, insieme ad Argento, Boni, Carniel, Chiavacci, Gaudini, Pessina e Puliti, passando i quarti di finale con tre vittorie contro Austria (13-3), Svizzera (12-4) e Ungheria (16-0) e le semifinali battendo la Danimarca 12-4, prima di terminare quarto.
Negli stessi Giochi e poi anche a Amsterdam 1928 e Berlino 1936 fu arbitro, con i ruoli di presidente di giuria, giudice e direttore.
Morì nel 1993, a 92 anni.